# TIM Sul
Tele Celular Sul Participacoes S.A. était une entreprise brésilienne de téléphonie mobile opérant dans la bande A dans les États de Paraná et Santa Catarina. La société a ensuite été regroupée par Telecom Italia Mobile avec d'autres opérateurs pour former TIM Brasil.